# Оконськ
Око́нськ — село в Україні, у Маневицькій селищній громаді Камінь-Каширського району Волинської області.

## Історія
Оконськ має давню історію. Перша згадка, не підтверджена документально, вказує (кінець XIV — початок XV ст.) на існування м. Новоставки, залишки древнього городища якого розташовані на південно-західній околиці села, на піщаних пагорбах в урочищі «Окниско». Поселення є попередником села, що було засноване на одному із сухопутних відгалужень торгового шляху, відомого з часів Київської Держави.

## Легенди
Біля озера паслися корови. Пастушок погнав їх до водопою. Корови скаламутили прибережні води. Як на те з лісу набігли вовки. Худоба кинулась на середину озера і потопилась.
Ходив берегом пастушок і не знав що робити, боявся повернутися без стада. Не дочекавшись корів, люди прийшли ввечері на пасовище. Пастушок розповів про лихо. Зажурились всі, а хтось розпачливо вигукнув: — Бодай воно пропало, це озеро! — Не кляніть його, — сказав старий дідок. — Хіба ж то причина в ньому?
Одна біда другу веде… Худоба спорожнила джерело. А вранці на місці озера була глибока порожня яма. Ціле літо жили селяни без джерела.
Аж одного разу біжить пастушок вулицею, радісно гукає: «Джерело знайшлось! Воно б'є в іншому місці — за шляхом!»
Прийшли люди туди, а озерце хвилями грає. Було воно чистим і прозорим, як око. Відтоді село і джерело Оконським стали звати.
…Невеличке озерце у двох місцях помітно нуртує колоподібними хвилями, що здіймаються над плесом. Це б'ють із дна два потужних потоки, які дають до 200 л/сек чистої джерельної води. Її температура постійно становить 9°С, тому влітку вона холодна, а взимку — тепла.
Численні відомості про Оконські джерела зібрав, змістовно і поетично описав у книзі «Біля джерел» (Львів. «Каменяр». 1980) рівненський журналіст і літератор, знавець поліського краю Григорій Дем'янчук. З його нарису, зокрема, дізнаємося, що перші письмові свідчення про Оконські джерела залишив відомий польський поет і природознавець Г.Жовчинський ще в 1721 році. Вже тоді місцеві жителі називали їх «безоднею».
А от як писав про них польський письменник Ю. І. Крашевський, який у першій половині XIX ст. багато років провівши на Волині, побував тут: «Неподалік поштового гостинця, у невеликому оцямруванні, — незглибиме вікно, з якого… витікає вода і приводить у рух млин… Те вікно посеред болота, дно піщане, глибину виміряти не можна…».
У 1867 році, як стверджує мандрівник, вода з джерел піднімалась на висоту півтора сажня (до 4 метрів).
За чисту воду й незміряну глибину джерела його називали «оком». Звідси, мабуть, походить назва села Оконськ.

12 червня 2020 року, відповідно до розпорядження Кабінету Міністрів України № 708-р «Про визначення адміністративних центрів та затвердження територій територіальних громад Волинської області», село увійшло у склад Маневицької селищної громади.
19 липня 2020 року, в результаті адміністративно-територіальної реформи та ліквідації  Маневицького району, село увійшло до складу новоутвореного Камінь-Каширського району.

## Населення
Згідно з переписом УРСР 1989 року чисельність наявного населення села становила 1113 осіб, з яких 507 чоловіків та 606 жінок.
За переписом населення України 2001 року в селі мешкало 1230 осіб.

### Мова
Розподіл населення за рідною мовою за даними перепису 2001 року:
| Мова       | Відсоток |
| ---------- | -------- |
| українська | 99,35 %  |
| російська  | 0,57 %   |
| білоруська | 0,08 %   |

## Пам'ятки
Архітектурна пам'ятка — Свято-Успенська церква (1752), богослужіння ніколи не припинялося. Церква занесена до Державного реєстру пам'яток дерев'яної церковної архітектури.
У селі розташована гідрологічна пам'ятка природи — Оконські джерела, на північ від села ботанічний заказник загальнодержавного значення — Софіянівський заказник.

## Постаті
- Климюк Ігор Павлович (1994—2017) — солдат Збройних сил України, учасник російсько-української війни.